# Девушка, разрезанная надвое
«Девушка, разрезанная надвое» (фр. La Fille coupée en deux) — французская психологическая драма с элементами триллера режиссёра Клода Шаброля, вышедшая на экраны в 2007 году.
В 2007 году за этот фильм Шаброль был удостоен приза критики «Белая трость» Венецианского международного кинофестиваля.

## Сюжет
Ведущая программы о погоде на местном телеканале, молодая и привлекательная Габриэль Денеж (Людивин Санье) живёт вместе с матерью, работающей в небольшом книжном магазине. Известный писатель Шарль Сен-Дени (Франсуа Берлеан), избегая общественного внимания, живёт вместе с женой в сельской местности под Лионом. Шарль замечает Габриэль на вечеринке после телеинтервью в связи с выходом его новой книги, а затем встречает её на подписании своих книг в магазине, где работает её мать. Шарль дарит Габриэль экземпляр своей книги и приглашает вместе пойти на аукцион. Наследник местной фармацевтической компании, богатый плейбой Поль Годан (Бенуа Мажимель), заходя в книжный магазин, сталкивается с Шарлем, затем видит Габриэль и приглашает её на обед.
Один из друзей рассказывает Шарлю, что его дочь встречается с мужчиной возраста Шарля, и как он справляется с этой ситуацией. Тем временем, Габриель выходит из ресторана и благодарит Поля за обед. Он предлагает подвезти её домой, но она даёт понять, что живёт недалеко и доберётся на своём скутере. Поль говорит ей, что она восхитительна. Габриэль отстраняется от него, говоря, что он ей нравится, но просит на неё не давить. Когда она уезжает на своём байке, Поль выражает своё недовольство тем, что не получил то, что хотел.
Габриэль идёт на аукцион вместе с Шарлем, на котором тот приобретает иллюстрированную книгу по эротике. Он дарит книгу Габриэль, говоря, что если она не любит читать, то может посмотреть картинки. Они приезжают в городскую квартиру Шарля и занимаются сексом. Габриэль говорит, что для него, наверное, она слишком неопытна, однако Шарль обещает всему её научить. Затем Габриель быстро собирается, чтобы не опоздать на работу. Она спрашивает, увидятся ли они вечером, но Шарль отвечает, что он несвободный человек и женат уже 25 лет, к тому же на 30 лет старше Габриэль. Она даёт понять, что её это не беспокоит, и после ссоры она швыряет в него книгу и убегает.
На телевидении её босс Филипп приглашает Габриэль на вечеринку, где она встречает Поля, который приглашает её танцевать. Габриэль понимает, что на вечеринке она оказалась по просьбе Поля, после чего извиняется и уходит домой. По дороге её догоняют Поль и его друг Франк, Поль проявляет всё большую настойчивость, буквально хватая её рукой за горло. Франк оттаскивает Поля от девушки, шокированной его грубостью. Некоторое время спустя, Шарль называет сам себя идиотом.
В телестудии коллега Габриель предлагает ей попробовать получить новую, более интересную работу, на что та отвечает, что это решать продюсеру. В гримёрке её ждёт Поль с большим букетом цветов. Он просит прощения за своё поведение и говорит, что поможет помочь ей по работе, так как хорошо знает её босса, однако она просит его не вмешиваться. Габриэль вновь говорит, что он ей нравится, делая акцент на слове «нравится». Неожиданно появляется ещё один букет с розами и карточкой «Приходи. Шарль», и Габриэль тут же убегает. Поль гневно рвёт карточку. Габриэль приезжает к Шарлю, он просит прощения, после чего они занимаются любовью.
Постепенно Шарль вовлекает Габриэль во всё более изощрённые сексуальные игры. Габриэль рассказывает матери о своём романе с женатым Шарлем. Габриэль получает должность ведущей ток-шоу.
В ресторане Поль обедает с матерью, сёстрами и Франком. Там же обедает Шарль с женой и подругой. Поль сначала устраивает сцену у стола Шарля, а затем обвиняет свою мать в материнских недостатках, пока та не просит Франка увести его.
Габриель ведёт себя всё более сексуально раскрепощёно, и Шарль говорит ей, что любит её больше, чем любил когда-либо кого-либо другого. Он ведёт её в секс-клуб на встречу с друзьями. Позднее выясняется, что Шарль просил её для демонстрации своей свободы совершить половые акты со своими друзьями. После этого Шарль неожиданно уезжает за рубеж (Габриель он говорит, что уезжает на 4-5 дней, а жене говорит, что на месяц), затем меняет замки в квартире и прекращает все контакты с Габриель. Габриэль такое поведение Шарля приводит в шок, она лежит неподвижно дома и ни на что не реагирует. Мать решает пригласить Поля.
Поль и Габриэль едут в Лиссабон. Они проводят время в барах, пьют и ссорятся. Габриэль говорит ему, что они должны быть просто друзьями. Разъярённый Поль начинает кричать, что больше не хочет её видеть. Тогда пьяная Габриэль говорит Полю, что выйдет за него замуж.
Вскоре состоялась их помолвка, о которой Шарль узнаёт из местных новостей. На примерке свадебного платья Шарль приходит поговорить с Габриэль. Она говорит, что любит его и не выйдет за Поля, если Шарль оставит свою жену. Шарль не соглашается, и она выходит замуж за Поля.
Габриэль чувствует себя неловко в доме семьи Годан. Во время медового месяца Поль видит, насколько Габриэль искушена в сексе, это заставляет его ревновать ещё больше. Он знает, о её ночи в секс-клубе с друзьями Шарля, и о том, что Шарль — импотент. В ярости Поль угрожает Габриэль пистолетом, затем приставляет его к своей голове и нажимает на крючок, но пистолет не заряжен.
Поль и Габриэль приходят на благотворительный ужин, на котором присутствует его мать. Во время выступления Шарля с речью, Поль подходит к сцене и стреляет в Шарля, по его словам, за «развращение моей жены».
Габриэль вызывают к следователю дать свидетельские показания о Шарле и о его сексуальной порочности. Она отказывается до тех пор, пока адвокат семьи Годан не убеждает её поговорить с матерью Поля. Мать рассказывает ей, что Поль возможно убил своего старшего брата в ванной, когда Полю было три года. После этого Габриэль рассказывает в суде правду о Шарле.
Когда она приходит навестить Поля, который благодаря её показаниям получил всего семь лет тюрьмы, он отказывается от неё. Когда Габриэль приходит к матери Поля, та говорит, что они её просто использовали. Что скоро она получит документы на развод от Поля и не получит никаких денег от Годанов. Габриэль отвечает матери Поля, что оставит себе машину, которую дал ей Поль, поскольку она ей нужна.
Фильм заканчивается сценой, в которой Габриэль распиливают надвое и она возникает вновь в волшебном шоу своего дяди-фокусника.

## В ролях
- Людивин Санье — Габриэль Аврора Денеж
- Бенуа Мажимель — Поль Андре Клод Годан
- Франсуа Берлеан — Шарль Сен-Дени
- Матильда Май — Капюсин Жаме
- Каролин Сио — Женевьев Годан
- Мари Бюнель — Мари Денеж
- Валериа Кавалли — Дона Сен-Дени
- Этьен Шико — Дени Денеж